# Caombo
Caombo é uma cidade e município da província de Malanje, em Angola.
O município tem 5 690 km² e cerca de 54 mil habitantes. É limitado a norte pelo município de Massango, a leste pelos municípios de Bange-Angola e Cambo Suinginge, a sul pelo município de Cuaba Anzoji, e a oeste pelos municípios de Calandula e Cuale.
O município é constituído pela comuna-sede, correspondente à cidade de Caombo, e pela comuna de Micanda. Até setembro de 2024 seu território continha as comunas de Bange-Angola e Cambo Suinginge.
A municipalidade foi criada em 1968.